# Radlin
Radlin è una città polacca del distretto di Wodzisław Śląski nel voivodato della Slesia.
Ricopre una superficie di 12,53 km² e nel 2006 contava 17 656 abitanti.